# Liste der Mitglieder der Badischen Ständeversammlung 1917 bis 1918
Diese Liste umfasst die Mitglieder der Ständeversammlung des Großherzogtums Baden für die Sessionen des 48. ordentlichen Landtags. Die Eröffnung fand am 28. November 1917 statt. Die letzte Sitzung fiel auf den 23. August 1918. Insgesamt fanden 29 Sitzungen der Ersten Kammer und 71 Sitzungen der Zweiten Kammer statt.
 Am 22. August 1918 fand eine gemeinsame Sitzung beider Kammern zur Jahrhundertfeier der Badischen Verfassung statt.

## Präsidium der Ersten Kammer
Präsident: Prinz Max von Baden

1. Vizepräsident: Wirklicher Geheimer Rat Albert Bürklin

2. Vizepräsident: Freiherr Udo von la Roche-Starkenfels

## Mitglieder der Ersten Kammer

### Prinzen des Hauses Baden
- Prinz Max von Baden

### Standesherren
- Fürst Max Egon zu Fürstenberg
- Fürst Emich zu Leiningen
- Fürst Erwein von der Leyen
- Prinz Alfred zu Löwenstein-Wertheim-Freudenberg
- Fürst Alois zu Löwenstein-Wertheim-Rosenberg
- Graf Emich zu Leiningen-Billigheim

### Vertreter der katholischen Kirche
- Thomas Nörber,[3] Erzbischof von Freiburg

### Vertreter der evangelischen Landeskirche
- Ludwig Schmitthenner, Prälat der Evangelischen Landeskirche

### Vertreter des grundherrlichen Adels

#### Wahlkreis oberhalb der Murg
- Graf Robert von Andlaw
- Freiherr Ruprecht Böcklin von Böcklinsau
- Freiherr Albrecht von Stotzingen[3]
- Graf Heinrich von Kageneck

#### Wahlkreis unterhalb der Murg
- Freiherr Peter von und zu Mentzingen
- Freiherr Udo von La Roche-Starkenfels,[3] Oberamtsrichter
- Freiherr Ernst von Gemmingen-Hornberg
- Freiherr Albrecht Göler von Ravensburg

### Vertreter der Landesuniversitäten
- Hermann Oncken,[3] Professor an der Universität Heidelberg und deren Vertreter im Landtag
- Ernst Fabricius,[3] Geheimer Hofrat, Professor an der Universität Freiburg und deren Vertreter im Landtag
- Adolf von Oechelhäuser,[3] Geheimer Hofrat, Professor an der TH Karlsruhe und deren Vertreter im Landtag

### Von den Handelskammern gewählte Abgeordnete
- Ludwig Stromeyer, Geheimer Kommerzienrat in Freiburg
- Max Heidlauff, Stadtrat in Lahr
- Emil Engelhard, Kommerzienrat, Fabrikant in Mannheim

### Von der Landwirtschaftskammer gewählte Abgeordnete
- Friedrich Saenger, Bürgermeister in Diersheim
- Gustav Vierneisel, Bürgermeister in Lauda

### Von den Handwerkskammern gewählter Abgeordneter
- Alfred Bea, Hofschuhmachermeister, Stadtrat in Freiburg

### Von den der Städteordnung unterliegenden Städten gewählte Abgeordnete
- Fritz Hermann, Oberbürgermeister von Offenburg
- Ferdinand Habermehl, Oberbürgermeister von Pforzheim

### Von den Städten über 3000 Einwohnern gewählter Abgeordneter
- Gustav Weiß,[3] Bürgermeister in Eberbach

### Von den Kreisausschüssen gewählter Abgeordneter
- Josef Geldreich, Altbürgermeister in Oberkirch

### Vom Großherzog ernannte Mitglieder
- Karl Glockner,[3] Geheimer Rat, Präsident des Verwaltungsgerichtshofs
- Adelbert Düringer,[3] Präsident des Oberlandesgerichts, nach dessen Ausscheiden wegen seiner im Dezember 1917 vorgenommenen Ernennung zum badischen Außen- und Justizminister folgte ihm der zum neuen Oberlandesgerichtspräsidenten beförderte Johann Zehnter[3] durch Wechsel von der Zweiten Kammer in die Erste Kammer nach
- Albert Bürklin,[3] Wirklicher Geheimer Rat
- Emil Seubert, Wirklicher Geheimer Rat, Zoll- und Steuerdirektor in Karlsruhe
- Friedrich Schott,[3] Geheimer Kommerzienrat in Heidelberg
- Hans Thoma,[3] Direktor der Kunsthalle in Karlsruhe
- Robert Koelle,[3] Geheimer Kommerzienrat in Karlsruhe
- Ferdinand Lewald,[3] Wirklicher Geheimer Rat

## Präsidium der Zweiten Kammer
Präsident: Johann Anton Zehnter bis 31. Januar 1918, seit 5. Februar 1918: Ferdinand Kopf

1. Vizepräsident: Rupert Rohrhurst

2. Vizepräsident: Anton Geiß

## Die gewählten Abgeordneten der Zweiten Kammer
Seit 1905 gab es nach einer neuen Einteilung insgesamt 73 von Süden nach Norden fortlaufend nummerierte Wahlkreise. Nachfolgend sind die Stadtwahlkreise und die Ämterwahlkreise in zwei separaten Abschnitten zusammengefasst, wodurch die Nummerierung der Wahlkreise jeweils unvollständig erscheint.

Die Zusammensetzung der Zweiten Kammer des 48. Landtags (1917/18) entsprach noch der Wahl vom 21. Oktober 1913. Die regulär vierjährige Legislaturperiode wurde am 27. Juni 1917 per Gesetz bis zum 21. Oktober 1919 verlängert, um eine Neuwahl während des noch andauernden Weltkriegs zu vermeiden.

### Stadtwahlkreise
| Wahlkreis | Bezeichnung des Wahlkreises             | Name des Abgeordneten                                                 | Fraktion                     |
| --------- | --------------------------------------- | --------------------------------------------------------------------- | ---------------------------- |
| 3.        | Wahlkreis der Stadt Konstanz            | Martin Venedey                                                        | Fortschrittliche Volkspartei |
| 11.       | Wahlkreis der Stadt Lörrach mit Stetten | Ernst Friedrich Roesch                                                | SPD                          |
| 18.       | Wahlkreis der Stadt Freiburg I.         | Joseph Wirth                                                          | Zentrum                      |
| 19.       | Wahlkreis der Stadt Freiburg II.        | Karl Mast                                                             | Zentrum                      |
| 20.       | Wahlkreis der Stadt Freiburg III.       | Emil Göhring                                                          | Nationalliberale Partei      |
| 25.       | Wahlkreis der Stadt Lahr                | Alfred Massa                                                          | Fortschrittliche Volkspartei |
| 29.       | Wahlkreis der Stadt Offenburg           | Oskar Muser                                                           | Fortschrittliche Volkspartei |
| 35.       | Wahlkreis der Stadt Baden               | Hermann Kölblin                                                       | Nationalliberale Partei      |
| 37.       | Wahlkreis der Stadt Rastatt             | Adolf Niederbühl                                                      | Nationalliberale Partei      |
| 41.       | Wahlkreis der Stadt Karlsruhe I.        | Ludwig Marum                                                          | SPD                          |
| 42.       | Wahlkreis der Stadt Karlsruhe II.       | Edmund Rebmann                                                        | Nationalliberale Partei      |
| 43.       | Wahlkreis der Stadt Karlsruhe III.      | Wilhelm Kolb am 18. April 1918 verstorben, gefolgt von Anton Weißmann | SPD                          |
| 43.       | Wahlkreis der Stadt Karlsruhe III.      | Anton Weißmann                                                        | SPD                          |
| 44.       | Wahlkreis der Stadt Karlsruhe IV.       | Richard Gönner                                                        | Fortschrittliche Volkspartei |
| 45.       | Wahlkreis der Stadt Durlach             | Friedrich Weber                                                       | SPD                          |
| 47.       | Wahlkreis der Stadt Pforzheim I.        | Andreas Odenwald                                                      | Fortschrittliche Volkspartei |
| 48.       | Wahlkreis der Stadt Pforzheim II.       | Adolf Geck                                                            | SPD                          |
| 51.       | Wahlkreis der Stadt Bruchsal            | Anton Wiedemann                                                       | Zentrum                      |
| 58.       | Wahlkreis der Stadt Mannheim I.         | Anton Geiß                                                            | SPD                          |
| 59.       | Wahlkreis der Stadt Mannheim II.        | Robert Kramer                                                         | SPD                          |
| 60.       | Wahlkreis der Stadt Mannheim III.       | Friedrich Blum                                                        | Nationalliberale Partei      |
| 61.       | Wahlkreis der Stadt Mannheim IV.        | Richard Böttger                                                       | SPD                          |
| 62.       | Wahlkreis der Stadt Mannheim V.         | Georg Strobel                                                         | SPD                          |
| 64.       | Wahlkreis der Stadt Heidelberg I.       | Rupert Rohrhurst                                                      | Nationalliberale Partei      |
| 65.       | Wahlkreis der Stadt Heidelberg II.      | Friedrich Koch                                                        | Nationalliberale Partei      |

### Ämterwahlkreise
| Wahlkreis | Bezeichnung des Wahlkreises                                                        | Name des Abgeordneten                                                                                               | Fraktion                     |
| --------- | ---------------------------------------------------------------------------------- | --- | ---------------------------- |
| 1.        | Wahlkreis des Amtes Pfullendorf mit Gemeinden des Amtes Überlingen                 | Josef Weißhaupt | Zentrum                      |
| 2.        | Wahlkreis des Amtes Meßkirch mit Gemeinden des Amtes Stockach                      | Josef Martin | Zentrum                      |
| 4.        | Wahlkreis mit Gemeinden der Ämter Konstanz, Überlingen und Stockach                | Hieronymus Schirmeister                                                                                             | Zentrum                      |
| 5.        | Wahlkreis mit Gemeinden der Ämter Engen und Konstanz                               | Karl Graf | Zentrum                      |
| 6.        | Wahlkreis mit Gemeinden der Ämter Donaueschingen und Engen                         | Friedrich Schön | Nationalliberale Partei      |
| 7.        | Wahlkreis mit Gemeinden der Ämter Villingen und Donaueschingen                     | Joseph Ignaz Goerlacher                                                                                             | Zentrum                      |
| 8.        | Wahlkreis des Amtes Bonndorf mit Gemeinden des Amtes Waldshut                      | Josef Wittemann | Zentrum                      |
| 9.        | Wahlkreis des Amtes St. Blasien mit Gemeinden des Amtes Waldshut                   | Alfred Spang | Zentrum                      |
| 10.       | Wahlkreis des Amtes Säckingen mit Gemeinden der Ämter Waldshut und Schopfheim      | Karl Albietz | Zentrum                      |
| 12.       | Wahlkreis mit Gemeinden des Amtes Lörrach                                          | Karl Ringwald | Nationalliberale Partei      |
| 13.       | Wahlkreis mit Gemeinden der Ämter Schopfheim und Schönau                           | Eduard Herbster | Nationalliberale Partei      |
| 14.       | Wahlkreis des Amtes Müllheim mit Gemeinden der Ämter Lörrach und Staufen           | Friedrich Wilhelm Bock                                                                                              | Nationalliberale Partei      |
| 15.       | Wahlkreis mit Gemeinden der Ämter Staufen, Schönau, Freiburg und Neustadt          | Ferdinand Kopf | Zentrum                      |
| 16.       | Wahlkreis des Amtes Breisach mit Gemeinden des Amtes Emmendingen                   | Alfred Freiherr Huber von Gleichenstein                                                                             | Zentrum                      |
| 17.       | Wahlkreis mit Gemeinden der Ämter Neustadt, Triberg und Villingen                  | Josef Duffner | Zentrum                      |
| 21.       | Wahlkreis des Amtes Waldkirch mit Gemeinden des Amtes Freiburg                     | Jakob Reinhardt | Zentrum                      |
| 22.       | Wahlkreis mit Gemeinden der Ämter Freiburg und Emmendingen                         | Johann Albert Stork                                                                                                 | Nationalliberale Partei      |
| 23.       | Wahlkreis mit Gemeinden des Amtes Emmendingen                                      | Albert Rehm | Nationalliberale Partei      |
| 24.       | Wahlkreis des Amtes Ettenheim mit Gemeinden der Ämter Emmendingen und Lahr         | Karl Weiß | Zentrum                      |
| 26.       | Wahlkreis mit Gemeinden der Ämter Triberg, Villingen und Wolfach                   | Hermann Hummel | Fortschrittliche Volkspartei |
| 27.       | Wahlkreis mit Gemeinden der Ämter Lahr und Offenburg                               | Karl Fischer | Rechtsstehende Vereinigung   |
| 28.       | Wahlkreis mit Gemeinden der Ämter Wolfach und Offenburg                            | Rudolf Seubert | Zentrum                      |
| 30.       | Wahlkreis mit Gemeinden des Amtes Kehl                                             | Hermann Dietrich | Nationalliberale Partei      |
| 31.       | Wahlkreis mit Gemeinden der Ämter Offenburg und Kehl                               | Joseph Morgenthaler                                                                                                 | Zentrum                      |
| 32.       | Wahlkreis des Amtes Oberkirch mit Gemeinden der Ämter Offenburg und Achern         | Josef Engelhardt | Zentrum                      |
| 33.       | Wahlkreis mit Gemeinden der Ämter Achern und Bühl                                  | Wilhelm Roeckel | Zentrum                      |
| 34.       | Wahlkreis mit Gemeinden der Ämter Bühl und Baden                                   | Heinrich Köhler | Zentrum                      |
| 36.       | Wahlbezirk mit Gemeinden der Ämter Rastatt und Baden                               | Johann Anton Zehnter am 31. Januar 1918 wegen Wechsels in die Erste Kammer ausgeschieden; gefolgt von August Straub | Zentrum                      |
| 36.       | Wahlbezirk mit Gemeinden der Ämter Rastatt und Baden                               | August Straub | Zentrum                      |
| 38.       | Wahlkreis mit Gemeinden der Ämter Rastatt, Bühl und Baden                          | Ernst Bernauer | Zentrum                      |
| 39.       | Wahlkreis mit Gemeinden der Ämter Ettlingen, Rastatt und Karlsruhe                 | Franz Belzer | Zentrum                      |
| 40.       | Wahlkreis mit Gemeinden des Amtes Karlsruhe                                        | Ludwig Neck | Nationalliberale Partei      |
| 46.       | Wahlkreis mit Gemeinden der Ämter Durlach, Ettlingen und Pforzheim                 | Karl Schöpfle | Rechtsstehende Vereinigung   |
| 49.       | Wahlkreis mit Gemeinden des Amtes Pforzheim                                        | Friedrich Stockinger                                                                                                | SPD                          |
| 50.       | Wahlkreis mit Gemeinden der Ämter Bruchsal und Durlach                             | Heinrich Kurz | SPD                          |
| 52.       | Wahlkreis mit Gemeinden des Amtes Bruchsal                                         | Josef Ziegelmeyer                                                                                                   | Zentrum                      |
| 53.       | Wahlkreis des Amtes Bretten mit Gemeinden des Amtes Bruchsal                       | Guido Gerber | Nationalliberale Partei      |
| 54.       | Wahlkreis mit Gemeinden der Ämter Wiesloch und Bruchsal                            | Gustav Hartmann | Zentrum                      |
| 55.       | Wahlkreis mit Gemeinden der Ämter Heidelberg und Wiesloch                          | Christian Bitter | Nationalliberale Partei      |
| 56.       | Wahlkreis mit Gemeinden des Amtes Schwetzingen                                     | Jakob Kahn | SPD                          |
| 57.       | Wahlkreis mit Gemeinden der Ämter Mannheim und Schwetzingen                        | Friedrich Bechtold                                                                                                  | SPD                          |
| 63.       | Wahlkreis des Amtes Weinheim mit Teilen des Amtes Mannheim                         | Valentin Müller | Nationalliberale Partei      |
| 66.       | Wahlkreis des Amtes Eppingen mit Gemeinden der Ämter Sinsheim und Wiesloch         | Johannes Müller | Rechtsstehende Vereinigung   |
| 67.       | Wahlkreis mit Gemeinden des Amtes Sinsheim                                         | Karl Sidler | Nationalliberale Partei      |
| 68.       | Wahlkreis mit Gemeinden der Ämter Heidelberg und Eberbach                          | Karl Krauth | Nationalliberale Partei      |
| 69.       | Wahlkreis mit Gemeinden der Ämter Buchen, Eberbach, Amtes Mosbach und Adelsheim    | Johannes Aloys Schell                                                                                               | Zentrum                      |
| 70.       | Wahlkreis mit Gemeinden des Amtes Mosbach                                          | Johann Georg Banschbach                                                                                             | Rechtsstehende Vereinigung   |
| 71.       | Wahlkreis mit Gemeinden der Ämter Boxberg und Adelsheim                            | Georg Hertle | Rechtsstehende Vereinigung   |
| 72.       | Wahlkreis mit Gemeinden des Amtes Tauberbischofsheim                               | Josef Schofer | Zentrum                      |
| 73.       | Wahlkreis des Amtes Wertheim mit Gemeinden der Ämter Buchen und Tauberbischofsheim | August Neuhaus | Zentrum                      |

## Belege und Anmerkungen
1. ↑  Protokolle des Badischen Landtags, 1. Kammer – digitalisiert von der Badischen Landesbibliothek Karlsruhe, 1819–1918
2. ↑  Protokolle des Badischen Landtags, 2. Kammer – digitalisiert von der Badischen Landesbibliothek Karlsruhe, 1819–1933
3. 1 2 3 4 5 6 7 8 9 10 11 12 13 14 15 16 17 18 19 20 21 22 23 24 25 26 27 28  Dieser Mandatsträger ist in den amtlich veröffentlichten Abgeordnetenlisten als promovierter Akademiker ausgewiesen, d. h. dort üblicherweise mit einem vor dem Namen stehenden Doktor-Grad verzeichnet
4. 1 2 3 4  Bis 1931 hieß die Stadt Baden-Baden nur Baden.